# الأخوات سوربون

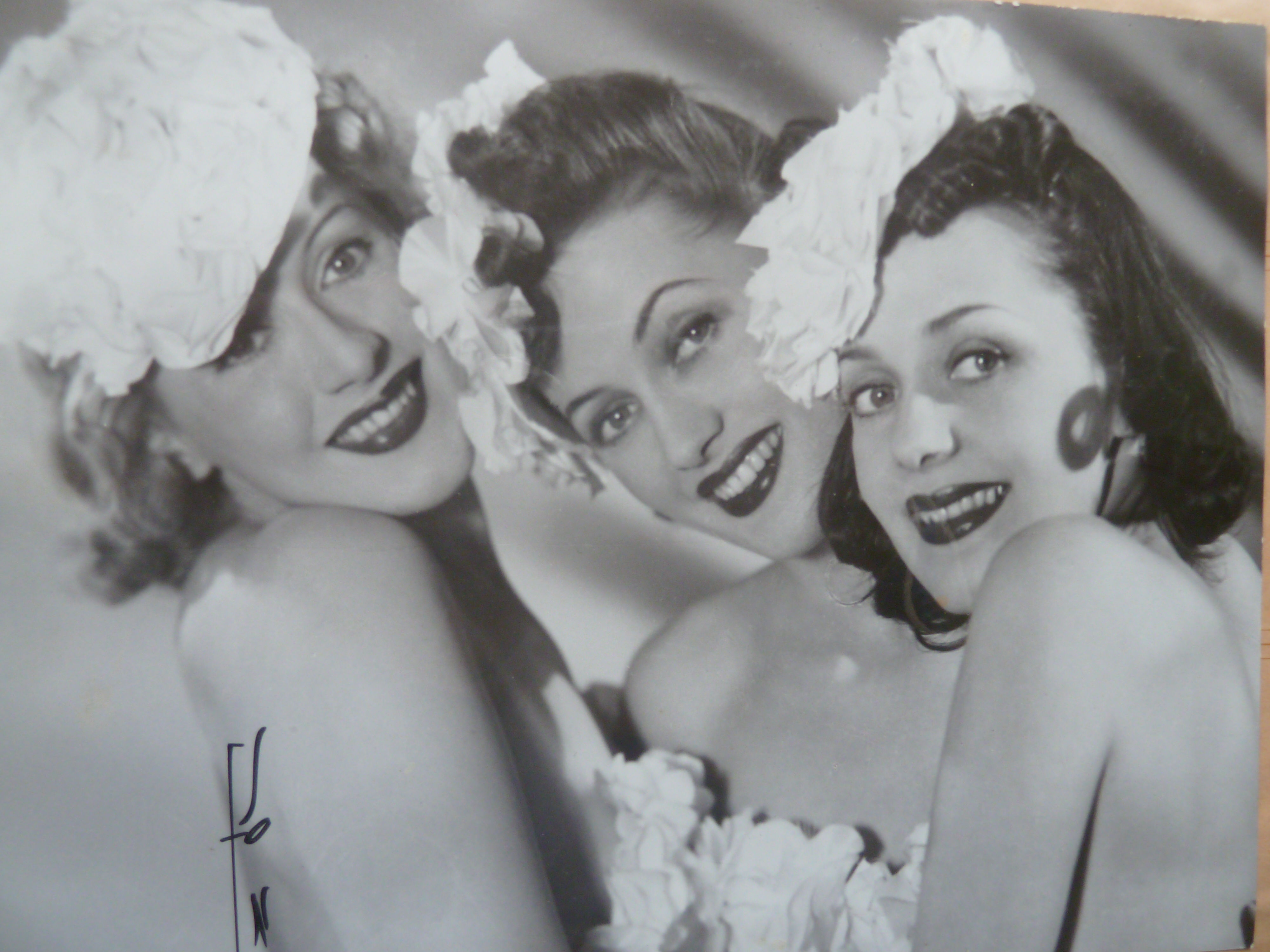
الأخوات سوربون

الأخوات سوربون كانت فرقة غنائية سويدية نشطة في الأعوام 1935-1941.
تشكل الثلاثي الغنائي في عام 1935 من الأخوات ماري لويز وأولا وستينا سوربون.
كانت المجموعة نشطة في السويد وكذلك الدنمارك وألمانيا. قام الثلاثي بدور البطولة في فيلم قصير سنة 1936.
توفيت أولا سوربون في عام 1941 فتم حل المجموعة.